# Mrozy
Mrozy ist eine Stadt im Powiat Miński der Woiwodschaft Masowien in Polen. Sie ist Sitz der gleichnamigen Stadt-und-Land-Gemeinde mit 8699 Einwohnern (Stand 31. Dezember 2020).

## Geschichte
In Mrozy lebten nach dem Ersten Weltkrieg etwa 300 Juden, das waren etwa 60 Prozent der Bevölkerung. Nach der deutschen Eroberung Polens kam sofort zu Übergriffen durch die Deutschen, an denen sich auch Polen aus dem Ort beteiligten. Im Sommer 1940 wurde durch die Deutschen ein Zwangsghetto eingerichtet, das bis 1941 eintausend Juden aus dem Ort und der Umgebung aufnehmen musste. Im September 1942 wurde das Ghetto aufgelöst und die Insassen in das Vernichtungslager Treblinka deportiert.
Zum 1. Januar 2014 wurde Mrozy zur Stadt erhoben.

## Gemeinde
Zur Stadt-und-Land-Gemeinde (gmina miejsko-wiejska) Mrozy gehören die Stadt selbst und 28 Dörfer mit Schulzenämtern.